# حذف تدریجی سوخت‌های فسیلی

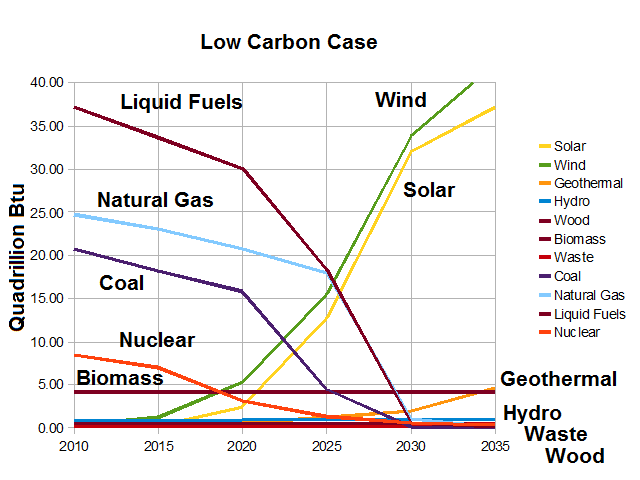
نمودار مصرف سوخت

خارج‌سازی سوخت‌های فسیلی از چرخه (انگلیسی: Fossil fuel phase-out) کاهش تدریجی استفاده از سوخت‌های فسیلی است تا که میزان آن به صفر رسانده شود. تا به این ترتیب مرگ و میر و بیماری‌های ناشی از آلودگی هوا کاهش یابد، تغییرات اقلیمی محدود و پدیده انرژی مستقل از سوخت فسیلی تقویت گردد. این بخش از انتقال انرژی‌های تجدیدپذیر در حال انجام است، اما سوبسید‌های مربوط به سوخت‌های فسیلی به عنوان مانع عمل میکنند، اگر چه که بسیاری از کشورها نیروگاه‌های زغال سنگ را تعطیل می‌کنند، اما برای رسیدن به اهداف اقلیمی مطلوب، استفاده از زغال سنگ برای تولید برق با سرعت کافی از دور استفاده خارج نمیشود. تلاش‌های کنونی در این زمینه حول جایگزین‌سازی سوخت فسیلی با انرژی نو در بخش‌هایی چون ترابری، گرمایش و تهویه‌هوا و صنعت متمرکز شده است.

سرمایه‌گذاری: شرکت‌ها، دولت‌ها و خانواده‌ها مقادیر فزاینده‌ای را در کربن‌زدایی سرمایه‌گذاری کرده‌اند، از جمله انرژی‌های تجدیدپذیر، وسایل نقلیه الکتریکی و زیرساخت‌های مرتبط، ذخیره‌سازی انرژی، سیستم‌های گرمایشی با انرژی کارآمد، جذب و ذخیره‌سازی کربن و انرژی هیدروژن.